# Fernando J. Corbató
Fernando José "Corby" Corbató (1 tháng 7 năm 1926 – 12 tháng 7 năm 2019) là một nhà khoa học máy tính nổi tiếng người Mỹ, đáng chú ý như là người tiên phong phát triển hệ điều hành chia sẻ thời gian (time-sharing operator system).

## Sự nghiệp
Corbató sinh ngày 1 tháng 7 năm 1926 tại Oakland, California, là con của Hermenegildo Corbató, một giáo sư văn học người Tây Ban Nha từ Villarreal, Tây Ban Nha, và Charlotte (nhũ danh Carella Jensen) Corbató. Vào năm 1930 gia đình Corbató chuyển đến Los Angeles cho công việc của Hermenegildo tại UCLA.

## Cuộc sống cá nhân và qua đời
Corbató kết hôn với lập trình viên Isabel Blandford vào năm 1962; bà đã mất năm 1973.
Corbató có người vợ thứ hai, Emily (nhũ danh Gluck); hai cô con gái, Carolyn Corbató Stone và Nancy Corbató, bởi người vợ quá cố Isabel; hai con trai riêng, David Gish và Jason Gish; một người anh em, Charles; và năm đứa cháu.
Corbató qua đời vào ngày 12 tháng 7 năm 2019 tại Newburyport, Massachusetts, ở tuổi 93 do biến chứng từ bệnh tiểu đường.

## Ấn phẩm
- F. J. Corbató, M. M. Daggett, R. C. Daley, An Experimental Time-Sharing System (IFIPS 1962) is a good description of CTSS
- F. J. Corbató (editor), The Compatible Time-Sharing System: A Programmer's Guide (M.I.T. Press, 1963)
- F. J. Corbató, V. A. Vyssotsky, Introduction and Overview of the Multics System (AFIPS 1965) is a good introduction to Multics
- F. J. Corbató, PL/I As a Tool for System Programming tại Wayback Machine (lưu trữ ngày 6 tháng 2 năm 2008) (Datamation, May 6, 1969)
- F. J. Corbató, C. T. Clingen, J. H. Saltzer, Multics -- The First Seven Years (AFIPS, 1972) is an excellent review, after a considerable period of use and improvement
- F. J. Corbató, C. T. Clingen, A Managerial View of the Multics System Development ("Conference on Research Directions in Software Technology", Providence, Rhode Island, 1977) is a fascinating look at what it was like to manage such a large software project
- F. J. Corbató, On Building Systems That Will Fail (Turing Award Lecture, 1991)